# Rambo (série télévisée d'animation)
Pour les articles homonymes, voir Rambo.
Rambo (Rambo: The Force of Freedom) est une série télévisée d'animation américaine en 65 épisodes de 22 minutes, créée d'après le film homonyme et diffusée entre le 15 septembre et le 26 décembre 1986 en syndication.
En France, la série a été diffusée à partir de mai 1987 sur Canal+. Rediffusion en 1991 dans "Youpi !" sur La Cinq.

## Synopsis
Les aventures d'un soldat sur-entraîné et de son groupe, la « Force of Freedom » qui, sous les ordres du Colonel Samuel Trautman, lutte contre les terroristes du syndicat S.A.V.A.G.E. qui ont pour chef un militaire, le Général Warhawk. Encore un combat pour la paix et la justice !

## Distribution

### Voix américaines
- Neil Ross : John Rambo
- Michael Ansara : Général Warhawk

### Voix françaises
- Christian Pelissier : John Rambo
- Pascal Renwick : Colonel Samuel Trautman
- Danièle Hazan : KAT
- Bernard Métraux : Turbo
- Georges Atlas : Général Warhawk
- Raoul Delfosse : Dragon noir
- Yves Barsacq : Bras-de-fer
- Jacques Deschamps : Nomade
- Mario Santini : Sergent Havoc

## Épisodes
1. Première attaque (First Strike)
2. L'Ange destructeur (The Angel of Destruction)
3. Piège à New York (Battlefield Bronx)
4. Le Yamato renfloué (Raise the Yamato)
5. La Conquête de Tierra Libre (The Taking of Tierra Libre)
6. Hold-up souterrain (Subterranean Holdup)
7. Troubles au Tibet (Trouble in Tibet)
8. L'Île SAUVAGE (S.A.V.A.G.E. Island)
9. La Malédiction du général Warhawk (General Warhawk's Curse)
10. Titre français inconnu (Deadly Keep)
11. Les Égouts de Washington (Beneath the Streets)
12. Le Culte du cobra (Cult of the Cobra)
13. L'Attaque de Las Vegas (Raid on Las Vegas)
14. La Cité perdue d'Acra (The Lost City of Acra)
15. Prise de Suez (Guns Over Suez)
16. L'Otage (Exercise in Terror)
17. La machine infernale (The Doomsday Machine)
18. Désastre à Delgado (Disaster in Delgado)
19. Feu dans le ciel (Fire in the Sky)
20. Le dragon noir (Enter the Black Dragon)
21. Titre français inconnu (Reign of the Boy King)
22. Titre français inconnu (Rambo and the White Rhino)
23. Titre français inconnu (Pirate Peril)
24. La magie de Méphisto (Mephisto's Magic)
25. Le microbe de Halley (The Halley Microbe)
26. Le marchand de mort (Death Merchant)
27. Le retour du compte (Return of the Count)
28. Titre français inconnu (Night of the Voodoo Moon)
29. Le lagon de la mort (Lagoon of Death)
30. Mort dans la neige (Snow Kill)
31. Titre français inconnu (Terror Beneath the Sea)
32. Titre français inconnu (Swamp Monster)
33. Titre français inconnu (Freedom Dance)
34. Titre français inconnu (Texas Inferno)
35. Le masque de fer (The Iron Mask)
36. Titre français inconnu (Children for Peace)
37. Titre français inconnu (S.A.V.A.G.E. Rustlers)
38. La force de l'esprit (Mind Control)
39. Titre français inconnu (Vote of Terror)
40. Titre français inconnu (Target, Supertanker)
41. Titre français inconnu (Enter the White Dragon)
42. À la recherche de l'or perdu (Skyjacked Gold)
43. Attaque sur l'Eldorado (Attack on El Dorado)
44. Titre français inconnu (The Ninja Dog)
45. Titre français inconnu (When S.A.V.A.G.E. Stole Santa)
46. Titre français inconnu (Blockbuster)
47. Titre français inconnu (Supertrooper)
48. Titre français inconnu (Warhawk's Fortress)
49. Titre français inconnu (The Konichi)
50. Titre français inconnu (Robot Raid)
51. Titre français inconnu (Alphas, Arms, and Ambush (1))
52. Titre français inconnu (Alphas, Arms, and Ambush (2))
53. Titre français inconnu (Crash)
54. Titre français inconnu (Mirage)
55. Titre français inconnu (Blind Luck)
56. Titre français inconnu (Turbo's Dilemma)
57. Titre français inconnu (Masquerade)
58. Titre français inconnu (Just Say No)
59. Titre français inconnu (Monster Island)
60. Titre français inconnu (Quarterback Sneak)
61. Titre français inconnu (Sepulcher of Power)
62. Titre français inconnu (The Twin Within)
63. Titre français inconnu (S.A.V.A.G.E. Space)
64. Titre français inconnu (Change of Face)
65. Titre français inconnu (Horror of the Highlands)

## Commentaires
Cette série a eu sa gamme de jouets dérivés.
Au contraire du film, les effusions de sang sont absentes pour le jeune public.